# Resi Hammerer
Therese „Resi” Hammerer. po meżu Giger (ur. 18 lutego 1925 w Hirschegg, w gminie Mittelberg, zm. 14 czerwca 2010) – austriacka narciarka alpejska, brązowa medalistka igrzysk olimpijskich i mistrzostw świata.

## Kariera
Największy sukces w karierze Resi Hammerer osiągnęła w 1948 roku, kiedy zajęła trzecie miejsce w biegu zjazdowym podczas igrzysk olimpijskich w Sankt Moritz. W zawodach tych wyprzedziły ją jedynie Hedy Schlunegger ze Szwajcarii oraz kolejna Austriaczka, Trude Beiser. Na tej samej imprezie zajęła także siódme miejsce w slalomie i dwunaste w kombinacji. Podczas rozgrywanych dwa lata później mistrzostw świata w Aspen trzykrotnie plasowała się w czołowej dziesiątce. Zajęła tam kolejno siódme miejsce w gigancie, dziewiąte w slalomie oraz dziesiąte w zjeździe. W 1949 roku wygrała zjazd, slalom i kombinację podczas zawodów Hahnenkammrennen w Kitzbühel. Ponadto czterokrotnie zdobywała mistrzostwo Austrii: w slalomie w latach 1947 i 1949 oraz w zjeździe i kombinacji w 1949 roku. W 1950 roku zakończyła karierę.
W 1996 roku otrzymała Odznakę Honorową za Zasługi dla Republiki Austrii.

## Osiągnięcia

### Igrzyska olimpijskie
| Miejsce | Dzień    | Rok  | Miejscowość  | Konkurencja | Czas biegu | Strata    | Zwyciężczyni     |
| ------- | -------- | ---- | ------------ | ----------- | ---------- | --------- | ---------------- |
| 3.      | 2 lutego | 1948 | Sankt Moritz | Zjazd       | 2:28,3 min | +1,9 s    | Hedy Schlunegger |
| 12.     | 4 lutego | 1948 | Sankt Moritz | Kombinacja  | 6,58 pkt   | +5,29 pkt | Trude Beiser     |
| 7.      | 5 lutego | 1948 | Sankt Moritz | Slalom      | 1:57,2 min | +11,4 s   | Gretchen Fraser  |

### Mistrzostwa świata
| Miejsce | Dzień     | Rok  | Miejscowość  | Konkurencja | Czas biegu | Strata    | Zwyciężczyni     |
| ------- | --------- | ---- | ------------ | ----------- | ---------- | --------- | ---------------- |
| 3.      | 2 lutego  | 1948 | Sankt Moritz | Zjazd       | 2:28,3 min | +1,9 s    | Hedy Schlunegger |
| 12.     | 4 lutego  | 1948 | Sankt Moritz | Kombinacja  | 6,58 pkt   | +5,29 pkt | Trude Beiser     |
| 7.      | 5 lutego  | 1948 | Sankt Moritz | Slalom      | 1:57,2 min | +11,4 s   | Gretchen Fraser  |
| 7.      | 13 lutego | 1950 | Aspen        | Gigant      | 1:29,6 min | ?         | Dagmar Rom       |
| 9.      | 15 lutego | 1950 | Aspen        | Slalom      | 1:47,8 min | ?         | Dagmar Rom       |
| 10.     | 17 lutego | 1950 | Aspen        | Zjazd       | 2:06,6 min | ?         | Trude Beiser     |